# Belopini
Belopini — триба жесткокрылых из семейства чернотелок.

## Систематика
В составе трибы:
- Adelonia
- Belopus Gebien, 1911
- Doyenia Matthews & Lawrence, 2005
- Euclarkia Lea, 1919
- Eulea Carter, 1937
- Kershawia Lea, 1904
- Paratenetus